# Abdij van Herkenrode

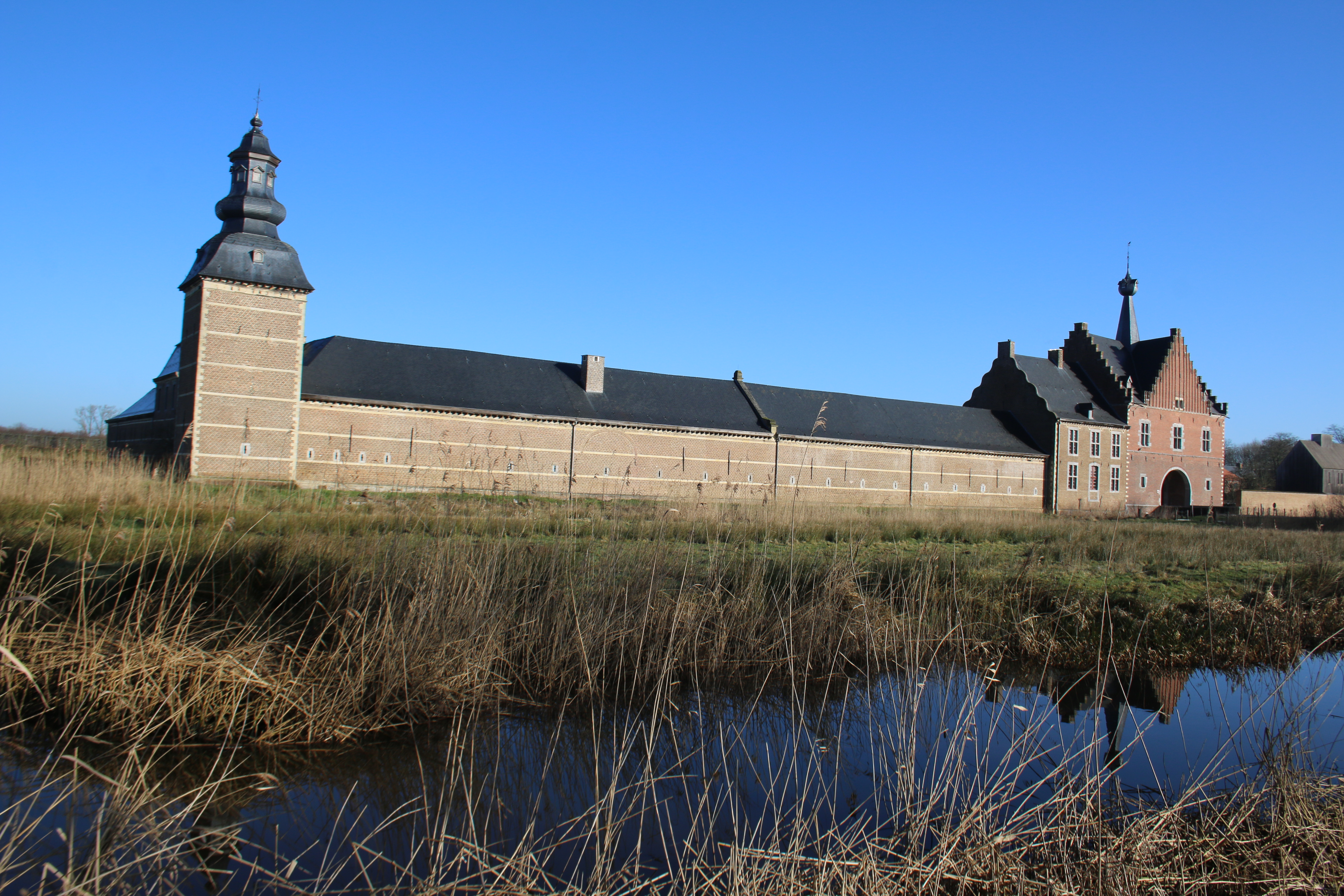

De Abdij van Herkenrode, een voormalig klooster voor cisterciënzerinnen met abdijhoeve en bedrijfsgebouwen, is gelegen op de zuidelijke Demeroever in Kuringen, een deelgemeente van de stad Hasselt in Belgisch-Limburg. Het geheel is gelegen te midden van een sinds 1974 beschermd bos- en landbouwlandschap, en toegankelijk langsheen twee dreven.
Herkenrode is afgeleid van enerzijds het Keltische woord arika, verkleinwoord van ara (dat rivier betekent) en anderzijds rode dat open, ontgonnen plaats in een bos betekent. Herkenrode staat dus voor een open plaats bij een beek.

## Geschiedenis
De abdij werd - volgens een verder vermeld handschrift in de Universiteitsbibliotheek van Utrecht - gesticht in 1192 nadat Gerard, graaf van Loon een stuk van zijn domein met daarop een watermolen verkocht aan een broeder uit de cisterciënzer abdij van Aulne om er een klooster van cisterciënzers te stichten. Het werd een klooster voor cisterciënzerinnen. De verkoop was onder meer bedoeld om de deelname van de graaf van Loon aan de Derde Kruistocht te financieren. Sommige geschiedschrijvers vermelden dat hij door de prins-bisschop van Luik verplicht werd om de abdij te stichten tot verzoening voor het verbranden van de collegiale kerk te Tongeren. Daarnaast gaf hij een aantal tienden als onderpand voor een lening. Omdat de graaf overleed bij het beleg van Akko, kon hij zijn lening niet terugbetalen en verwierf het klooster aanzienlijke rijkdommen. In 1217 werd de abdij opgenomen in de orde van Cîteaux. Zij was de eerste en werd de grootste en rijkste vrouwenabdij van die orde in de Nederlanden. De religieuzen rekenden zich tot "des nobles dames de l'ordre de Cîteaux du comté de Looz". (adellijke dames van de orde van Cîteaux van het graafschap Loon)
De graven van Loon waren enkele jaren voordien verhuisd van Borgloon naar Kuringen, op 2,5 km van de plaats waar de abdij werd opgericht. Zij waren verwikkeld geraakt in een strijd met enkele andere machtsblokken. Hun hoofdburcht in Borgloon werd in 1179 vernield en ze weken uit naar de burcht (het latere Prinsenhof) in Kuringen. Vanaf graaf Gerard I werden bijna alle graven in de abdijkerk van Herkenrode begraven. Arnold V werd in Averbode begraven en de laatste graaf, Diederik van Heinsberg, werd er niet begraven omdat de abdis zijn begraving weigerde nadat hij in de ban van de kerk was geslagen. Ze wist niet dat die ban al was opgeheven. Uiteindelijk vond de graaf zijn laatste rustplaats in de nu verdwenen kerk van het Augustijnenklooster in Hasselt. Na het overlijden van de laatste graaf ging Loon, na jaren van strijd en discussie, in 1366 over in handen van het Prinsbisdom Luik. Ook met de prins-bisschoppen had de abdij goede relaties in het bijzonder met Everhard van der Marck die regelmatig verbleef in het Prinsenhof in Kuringen ten tijde van abdis Mechtildis de Lechy. Hun wapenschilden prijken in het poortgebouw van de abdij dat dateert van 1531.
Onlusten, vooral in de 15e eeuw, zorgden voor een sterk verval. Vanaf omstreeks 1500 kende de abdij een heropbloei onder impuls van daadkrachtige abdissen zoals Mechtildis de Lechy, Anna Catharina de Lamboy en Barbara de Rivière d'Arschot. Onder het abbatiaat van abdis de Lamboy verrees in 1658 een imposante infirmerie. Vanaf 1669 gaf abdis Anna Catharina de Lamboy aan landmeter Peter Meysman de opdracht tot opmeting van de uitgebreide goederen en landerijen van de abdij. In de 18e eeuw plande abdis Anna de Croÿ (1744-1772) een totaal nieuwe abdij naar een ontwerp van architect Laurent Benoit Dewez. Slechts de imposante 50 m lange Abdissenresidentie Herkenrode in classicistische stijl is daarvan in 1768 gerealiseerd. De residentie bevat een aantal zalen gedecoreerd door schilder Franz Anton Brändl (1720-1782) uit Praag die sinds 1749 in Hasselt woonde, zoals de blauwe en grijze zaal. Een weids Engels landschapspark van ruim 10 ha met uitheemse boomsoorten, zoals de moerascipres, naar de idee van Capability Brown sluit met een ruim terras aan op de achterzijde van het gebouw.
Uit een goederenregister van 1793 blijkt dat Herkenrode met zijn 3.108 ha grondbezit, veertien grote agrarische bedrijven en nog enkele woningen, en een jaarinkomen van 94.910 gulden een van de rijkste abdijen in de Nederlanden was.
In de abdij resideerden twee soorten zusters: koordames (27 in 1791) en conversen of werkzusters naast enkele mannelijke religieuzen, de pachter van de abdijhoeve, gasten, pelgrims en ambachtslui van allerlei slag.
Na de invallen van het Franse bezettingsleger werd de abdij eind 1796 opgeheven. Na de verkoop aan Claes en Libotton takelden de gebouwen langzaam af. In 1826 verwoestte een brand grote delen van de kerk, die ingericht was als werkplaats met weefgetouwen. Eerder verving men de brandglasramen door klaar vensterglas. In 1844 werd tot de afbraak van de ontstane ruïnes overgegaan. Daardoor verloor Herkenrode ook het bovengronds mausoleum van de graven van Loon. De kerk, op de plaats van de eerste middeleeuwse kerk, dateerde uit het begin van de 16e eeuw. Zij was 64 meter lang en 10 meter breed. (20 meter langer en 2 meter smaller dan de Virga Jesse basiliek in Hasselt.)
De abdij had drie refugehuizen (vluchthuizen) die er nog zijn, weliswaar met een andere bestemming: in Hasselt in de Maastrichterstraat (1544) (zie Refugehuis van de Abdij van Herkenrode), in Maastricht in de Kommel (1574) en in Sint-Truiden in de Schepen Dejonghstraat (1624).

## Indrukwekkende restanten

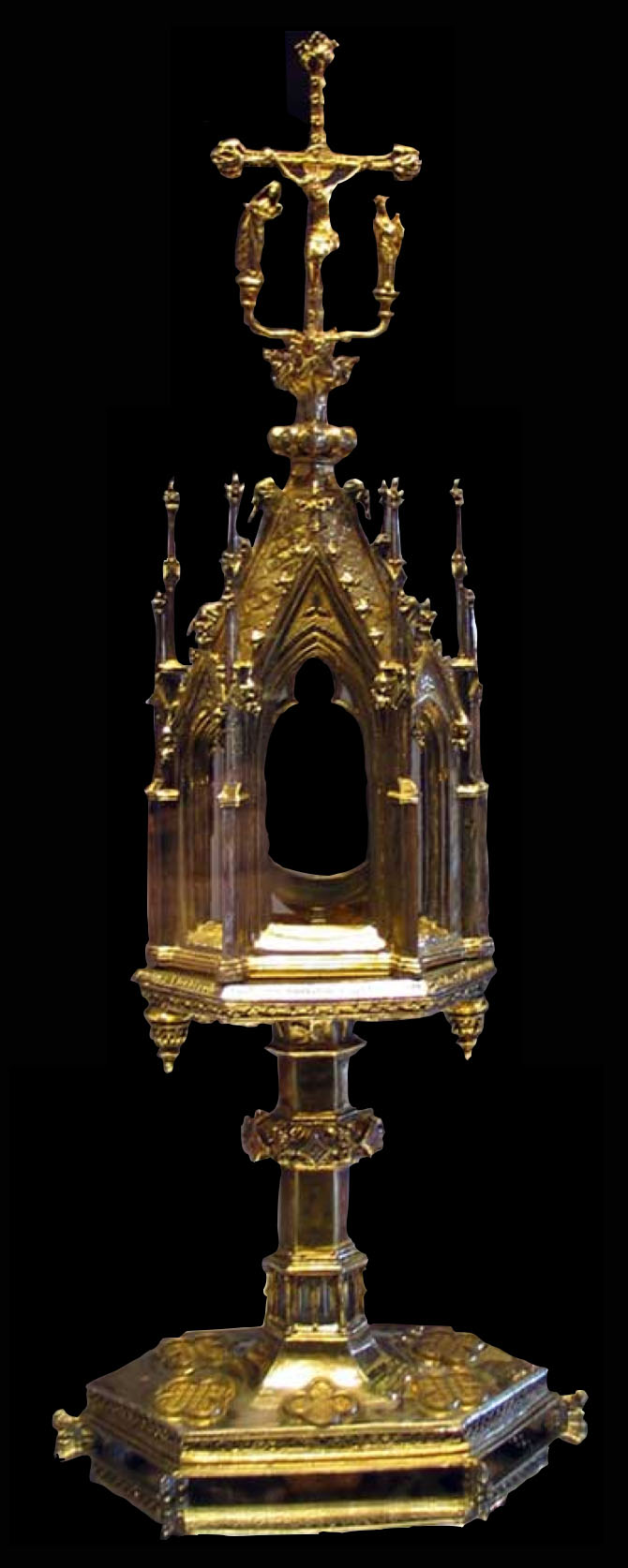
Monstrans uit 1286

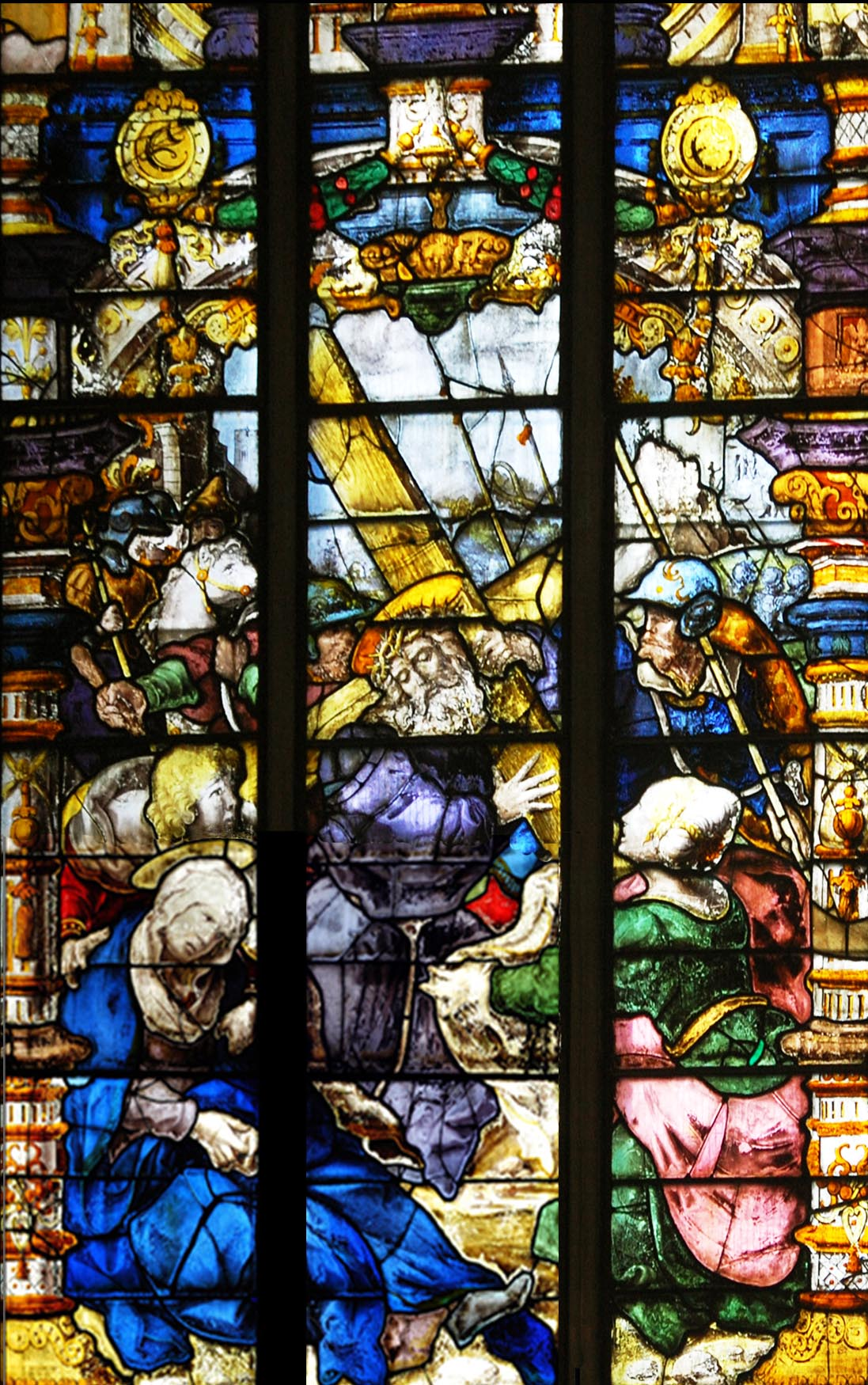
De kruisdraging. (nu in de kathedraal van Lichfield (GB))

## Indrukwekkende restanten[7]

### Gebouwen
Van het twaalfde-eeuwse klooster is buiten de funderingen niets bewaard gebleven. De onderbouw van de watermolen aan de Demer kan nog uit de vroege fase dateren. De gebouwen die nu nog te zien zijn, dateren voornamelijk uit de 16de-18de eeuw:
- Tuiltermolen, vanaf 1213 in bezit van de abdij door schenking van graaf Lodewijk II van Loon
- Abdijmolen, uit de 16de eeuw en uitgebreid in de 19de eeuw[8]
- Monumentale poortgebouw Herkenrode (1531), onder abdis Mechtildis de Lechy
- Infirmerie (1658), onder abdis Anna Catharina de Lamboy
- Sacramentskapel Herkenrode (1661), onder abdis de Lamboy met wapen op de koepel van de binnenzijde
- Tiendschuur Herkenrode (1656) zoals het chronogram "L'AbonDanCe De DIeU" vermeldt, onder abdis de Lamboy
- Hoevegebouwen (1656 - 1740)
- Abdissenresidentie (1538 en 1774), onder abdis Anna de Croÿ, met gedecoreerde zalen waaronder de Blauwe Zaal Herkenrode in opdracht van abdis Augustina van Hamme
- Nieuw klooster en kerk Abdij Herkenrode van de Reguliere Kanunnikessen van het Heilig Graf (1985)

### Artefacten

#### Deel van de elders bewaarde kunstschatten uit de kerk
- Het barokke hoofdaltaar, werk van Jean Del Cour (1631-1707) en de grafmonumenten van twee abdissen, Anna Catharina de Lamboy († 1675) en Barbara de Rivière d'Arschot († 1744), werden overgebracht naar de Virga Jessebasiliek in Hasselt.
- De glasramen zijn samengebracht in zeven vensters van de Lady Chapel in de kathedraal van Lichfield (Engeland). Zij stellen scènes voor uit het nieuwe testament en afbeeldingen en wapenschilden van de schenkers, historische figuren uit de zestiende eeuw, en behoren tot de best bewaarde glaswerkensembles uit de Vlaamse renaissance. Ze vallen op door de uitzonderlijke kwaliteit van hun technische uitvoering, door de tekening, de kleuren en de wijze waarop het glas werd gesneden. Zij zijn van de hand van twee kunstenaars, Marten Tymans uit Antwerpen en Lambert Spulbergh uit Mechelen en dateren van de jaren 1532-1539. Stijlstudie onthult een sterke invloed van de Antwerpse school en het gebruik van getekende of gegraveerde composities afkomstig uit het atelier van Pieter Coecke van Aelst. Abdis Mechtildis de Lechy liet ze maken. In 1802 werden ze door de toenmalige eigenaar verkocht aan een Engelsman op doorreis die ze grotendeels verkocht aan de anglicaanse kathedraal van Lichfield. In 2015 werden zij grondig gerestaureerd. Ook kwam glaswerk terecht in een viertal andere kerken in Engeland.
- De majolica-tegelvloer uit het koor is te bewonderen in het Jubelparkmuseum in Brussel. De tegelvloer in Antwerps plateel werd gelegd in achthoeken, bestaande uit een vierkante tegel met een afbeelding en vier zeshoekige tegels met bloemmotieven. Abdis Mechtildis de Lechy bestelde deze vloer in 1532 bij Petrus Frans van Venedigen in Antwerpen. In 1888 verkocht de toenmalige eigenaar 505 van de majolicategels aan het Jubelparkmuseum in Brussel
- Een rijkelijk versierd antifonarium (een verzameling van liturgische gezangen) uitgewerkt op perkament. Dit unieke exemplaar, in 1544 besteld door Mechtildis de Lechy, werd lange tijd bewaard in de trappistenabdij van Gethsemani in Kentucky. (USA) en bevindt zich nu in Michigan (USA).
- Vijf bladen van een dertiende-eeuws cisterciënzer martelarenboek bevinden zich in de Bijzondere Collecties van de Universiteitsbibliotheek Utrecht.[9] Deze bladen zijn in de achttiende eeuw gebruikt om ermee nieuwe boeken in te binden. In de marge van het blad van 29 september staat een notitie met de stichtingsdatum van de abdij van Herkenrode. In tegenstelling tot in andere bronnen genoemde datum van 1182, staat hier juist het jaar 1192. De bladen zijn ook bijzonder, omdat ze het oudste bekende overgeleverde handschriftelijk materiaal uit de abdij van Herkenrode zijn.[10]
- Een aantal schilderijen, waaronder staatsieportretten van tal van abdissen, is te zien in de Sint-Quintinuskathedraal (Hasselt), in het stadsmuseum in Hasselt en in het klooster van de Reguliere Kanunnikessen van het Heilig Graf in Herkenrode.
- Een deel van de grafsteen van Margareta van Stein, abdis van 1303 tot haar dood in 1333, bewaard op het terrein van de abdijsite, achter de grijze loods.
- 47 schedelrelieken en een aantal botten en reliekhouders, samen 114 stuks, elk gehuld in waardevol middeleeuws textiel, versierd met gouddraad, rivierparels en vergulde plaatjes. Dat maakt ze tot een van de grootste reliekenverzamelingen van Vlaanderen. Zij zouden volgens de legende toebehoren aan de elfduizend maagden die samen met de Heilige Ursula werden vermoord in Keulen. Het grote aantal maagden is een vergissing te wijten aan het verkeerd lezen van de tekst XI M V als 11.000 Virgines in de plaats van 11 Martyres Virgines (11 Martelaressen Maagden). De relieken werden door abt Willem van Ryckel (1248-1272) uit Sint-Truiden aan de abdij van Herkenrode geschonken. In de 15de eeuw was er in de abdij een apart altaar waar de relieken voor de bedevaarders werden tentoongesteld. Sinds 1826 werden ze bewaard in de kerk van Kermt. Vanaf 1993 worden ze bewaard in de Sint-Quintinuskathedraal (Hasselt).[11] De mogelijkheid om ze weer aan het publiek te presenteren wordt onderzocht.

#### Topstukken opgenomen in de lijst van het beschermde culturele erfgoed van de Vlaamse Gemeenschap
- In Hasseltse stadsmuseum bewaart men een verguld zilveren torenmonstrans uit 1286 - de oudst bekende ter wereld - in Parijs gemaakt in opdracht van de abdis van Herkenrode. Daarin werd sinds 1317 een miraculeuse hostie, het Sacrament van mirakel, bewaard. In 1317, als een kapelaan in Viversel een bloedende hostie aantreft brengt hij dit ‘Sacrament van Mirakel’ naar de abdij van Herkenrode, die hierdoor tot een bedevaartsoord uitgroeit. Bij zijn doortocht gebeuren er wonderen. Onder meer knielt een kudde schapen en beginnen klokken spontaan te luiden.
- In de Provinciale Bibliotheek van Limburg bewaart men een aflaatbrief in 1363 uitgevaardigd door Paus Urbanus V waarbij de gelovigen die de abdijkerk op bepaalde dagen bezochten een veertigdaagse aflaat kregen. Hij is versierd met een afbeelding van de abdijkerk waaruit een processie vertrekt waarin het Sacrament van mirakel in de torenmonstrans van 1286 wordt meegedragen.
- Van acht monumentale schilderijen, De deugdzame vrouwen van Lambert Lombard, uit de 16de eeuw, kwamen er vier in de kerk van Stokrooie terecht en werden daar pas in 1981 'ontdekt' als werk van de beroemde renaissancekunstenaar. De vier andere bevinden zich in het museum Le Grand Curtius in Luik; allen werden in 2006 gerestaureerd en toen tijdelijk in Luik tentoongesteld.
- Enkele restanten van de glasramen die in Herkenrode bleven na de verkoop van de glasramen aan de anglicaanse kathedraal van Lichfield stellen wapenschilden voor en bevinden zich in het stadsmuseum in Hasselt.

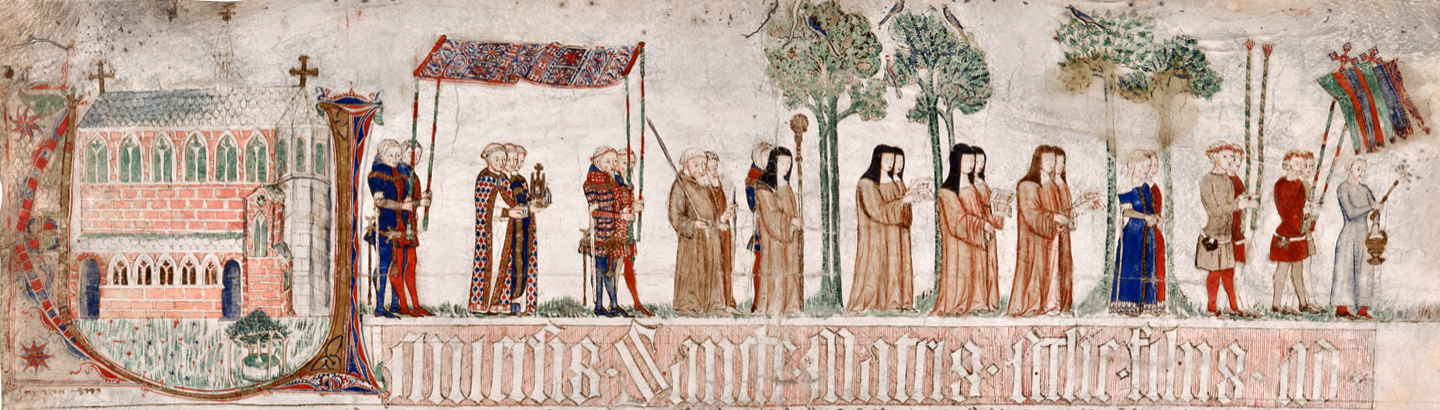
Versiering bovenaan de aflaatbrief uit 1363
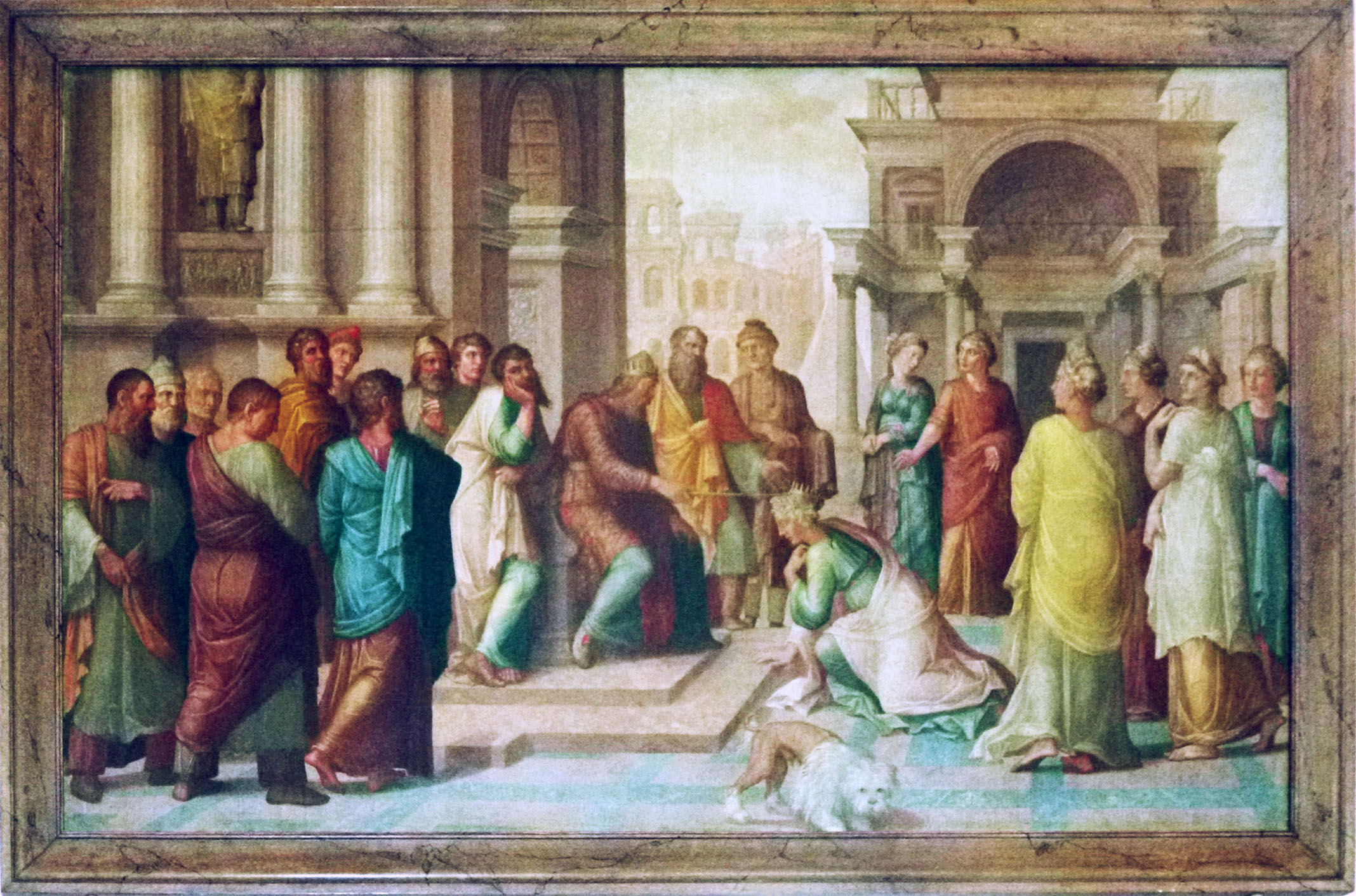
Een van de schilderijen van Lambert Lombard (nu in de kerk van Stokrooie)

## Herkenrode nu: van roemrijk verleden naar project voor de toekomst

### Het klooster van het Heilig Graf
In 1972 kochten de Reguliere Kanunnikessen van het Heilig Graf een deel van het domein: de 18de-eeuwse abdissenresidentie met het landschapspark en de bouwvallen van het 16de-eeuwse abdissenverblijf en vestigden er in 1974 een klooster en een bezinningscentrum. In 1982 kochten zij ook de infirmerie uit 1658 en de resten van de vervallen 16de-eeuwse zusterverblijven. Het 8 ha groot landschapspark werd sinds 2015 beheerd door het Agentschap Natuur en Bos.
Een nieuw klooster voor de gemeenschap van de zusters werd gebouwd door restauratie van de gebouwen van het oude abdissenkwartier en nieuwbouw op nog aanwezige fundamenten en gewelven. In 1985 werd een nieuw gebouwde kloosterkerk in hedendaagse architectuurstijl ingewijd. Architect Lucas Van Herck ging hierbij uit van een filosofie die het patrimonium behoudt en toch ook dynamisch verder ontwikkelt. Dit betekende historiserende restauratie, curatieve conservering, invularchitectuur en nieuwbouw.
Tot eind 2014 was er een bezinningscentrum gevestigd in de classicistische 'nieuwe' Abdissenresidentie Herkenrode. Daarna werd het gebouw gebruikt als vergaderruimte en voor tentoonstellingen.
Sinds 2018 is ook de noordvleugel (1538) van de vier vleugels van het klooster, gegroepeerd rondom een rechthoekige binnenplaats, gerestaureerd. 

### Ontsluiting van de abdijsite
In 2022 kocht Toerisme Vlaanderen de gebouwen van de Kanunnikessen van het Heilig Graf, die begin 2023 hun klooster in Herkenrode verlieten. Daarmee werd Toerisme Vlaanderen eigenaar van de gehele site van de Abdij van Herkenrode beheerd door de erfgoedorganisatie Herita dat namens de Vlaamse overheid het erfgoed in Vlaanderen beheert en restaureert. Herita deed dat reeds voor een gedeelte van de site sinds 1998: het poortgebouw, de watermolen en de hoevegebouwen
Architect Herman van Meer stelde in opdracht van Erfgoed Vlaanderen, nu Herita, in 2001 een masterplan op voor de ontsluiting en benadering van de gehele site en vervulde de opdracht voor de restauratie en aanpassing van de gebouwen. De tentoonstellingsinrichting en scenografie werd verzorgd door Mimesis.
Opgravingen begonnen in 2004 op de plaats waar de kerk en een aantal kloostergebouwen stonden. De volledige kerk en het herenhuis werden blootgelegd. Resten van het omvangrijke grachtensysteem werden teruggevonden. In de overblijfselen van het gastenverblijf werd een kleine laat-16de-eeuwse beerput opgegraven. Het kloosterpand kan nu volledig worden in beeld gebracht aan de hand van de opgravingen (o.a. kapittelzaal, refter, sacristie).

### Restauratie van het landschap
Het landschap rondom de abdij wordt heringericht, inclusief de waterlopen, met de toestand van 300 jaar geleden als model. Onder meer wordt de Demer weer in zijn oorspronkelijke bedding, de huidige Tuilterdemer, gelegd en zal zijn waterkracht leveren aan de Tuiltermolen. Vijvers worden weer aangelegd ongeveer op de plaats waar zij vroeger veelvuldig aanwezig waren. De cisterciënzerinnen aten veel vis. Zij volgden immers de regel van Benedictus die voorschreef geen vlees te eten van dieren die op vier poten lopen. Een appelboomgaard van een honderdtal verschillende appelsoorten (hoogstam) en een kersenboomgaard zijn reeds aangelegd.
Bewegwijzerde wandelpaden werden ingericht en een kruiden- en inspiratietuin van 2 hectare, met meer dan 400 kruiden en planten en een 200 meter lange loofgang, is opengesteld voor het publiek. (zie Kruidentuin Herkenrode). Je betreedt de tuin langs een zonnewijzer 'waarin de mens betrokken is' gelegen op de langste ononderbroken meridiaanlijn ter wereld (225 m).
Eind 2022 gingen er grondige onderhoudswerken door aan de dubbele lindendreef die toegang verschaft tot de abdij. Er werden 265 lindebomen, 20 beuken geveld en 75 nieuwe lindebomen aangeplant. De onderhoudswerkzaamheden verhogen de natuurhistorische waarde van de dubbele dreef.

### Restauratie en herbestemming van de gebouwen
Sinds 2002 is de Tiendschuur Herkenrode uit 1656, ten tijde van abdis Anna Catharina de Lamboy, met een oppervlakte van 1000 m² en 15 m hoog, deels met steun van privésponsors gerestaureerd. Concerten, allerlei evenementen en feesten vinden er plaats.
Begin mei 2007 werd de restauratie van het Poortgebouw Herkenrode afgerond. Dit gebouw van 1531, ten tijde van abdis Mechtildis de Lechy, is het eindpunt van een lange dreef afgeboord met een dubbele rij bomen. Het gebouw dat toen al een knooppunt was in de abdijsite heeft als functies: tentoonstellingsruimte, conferentie- en seminarieruimte.
De portierswoning links van het poortgebouw biedt sinds midden 2009 een onderkomen aan de administratieve diensten.
In het hoevegebouw is er vanaf september 2011 een belevingscentrum. Daar maakt de bezoeker een reis door de tijd vanaf het begin van Herkenrode. Hij wordt meegevoerd in een verhaal van voor- en tegenspoed, van oorlog, ziekte en geweld, maar ook van de financiële en culturele rijkdom van de cisterciënzerinnen. De tocht maakt hij met een gids of met een virtuele abdis in een audiogids. Het aanwenden van oorspronkelijk beeldmateriaal, ensceneringen, filmopnames met acteurs, klankdecors, realistische opstellingen en info- en opzoekkiosken maken van het bezoek een totaalervaring. Het verhaal van Herkenrode wordt bovendien in een ruim historisch kader geplaatst en verbonden met Hasselt, Limburg, Vlaanderen, maar ook met Europa.
Naast de restauratie wordt ook de commerciële exploitatie een belangrijk aandachtspunt in de ontwikkeling van de site.
Eind 2013 vestigde uitgeverij Clavis zich in de hoevegebouwen met o.a. een educatief centrum Willewete. Dit centrum werkt samen met de hogeschool PXL en heeft als doel kinderen helemaal te laten opgaan in taal, wetenschap, geschiedenis en multimedia.
Begin 2015 werd de restauratie van de paardenstallen voltooid en mits een uitbreiding met een passiefbouw ingericht tot eet- en drinkgelegenheid.
Het gebouw van de Abdijmolen werd gerestaureerd.  Vrijwilligers van Molenzorg Zuid-Limburg zorgden voor het weer maalvaardig maken van de molen waarvoor het binnenwerk van een Genkse watermolen werd gebruikt. In de molen wordt weer graan gemalen. De zolder is ingericht als tentoonstellingsruimte. 
Een jaarlijks terugkerend evenement op de site is 'de Sage van de Eenhoorn' een magisch-middeleeuws familiespektakel met tal van voorstellingen en activiteiten voor jong en oud op Pinksterzondag.

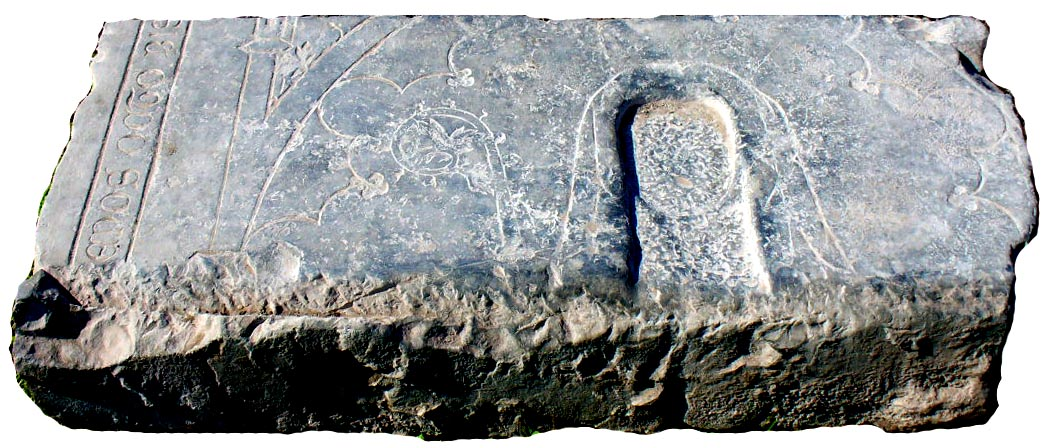
Grafsteen van abdis Margareta van Stein

Ook de restauratie van een groot deel van de Tuiltermolen, een watermolen aan de westelijke rand van het domein, is gerealiseerd. Tijdens die werken werd een deel van de grafsteen van Margareta van Stein, abdis van 1303 tot 1333, teruggevonden. In het molengebouw waren destijds drie molens: een graanmolen, een olieslagmolen en een schorsmolen.
De Tuiltermolen is ook eigendom van  Toerisme Vlaanderen en wordt beeheerd door  de erfgoedorganisatie Herita. Vanuit de schuur uit 1746 beheert een boer de gronden en graasdieren rond de abdij (72 ha).

### Hedendaagse kunst
Waar de verdwenen abdijkerk lag, stond er sinds maart 2015 een installatie van Hans Op de Beeck met de titel Het Stille Uitzicht. Via een smalle lange gang kwam je in een ruimte waar door middel van elkaar reflecterende spiegels de illusie werd gewekt van een grijs, kaal en oneindig verstrekkend desolaat landschap met ontbladerde bomen, heuvels en waterpartijen. Je kon er in een donkere ruimte, op zitbanken gezeten, de oneindige ruimte ondergaan. Met dit hedendaags kunstwerk trachtte men ook een alternatief kunstminnend publiek aan te trekken. De installatie van de kunstenaar in een loods werd in 2025 afgebroken en maakt in 2026 plaats voor verschillende kloostergebouwen, de kloostergangen en de 24 meter hoge kerk weer gesuggereerd in doorkijkformaat met een transparant raamwerk in cortenstaal door architectenduo Gijs Van Vaerenbergh als Clausura.  Toerisme Vlaanderen reserveert voor dit project 5 miljoen euro.

### Organisatie en beheer
De site die nu in haar geheel eigendom is van Toerisme Vlaanderen namens het Vlaams Gewest  is in erfpacht gegeven aan de Vlaamse erfgoedorginisatie Herita. Die beheert de restauratie van de gebouwen, de inrichting ervan voor nieuwe bestemmingen, de aanleg van de tuin, de opgravingen, de niet-commerciële exploitatie en animatie en het omliggende landschap en het uitbesteden van de commerciële exploitatie,  
Herkenrode vzw  werkt als vrijwilligersorganisatie aan de realisatie van haar missie: "bijdragen aan het ontsluiten en doorgeven van het materiële en spirituele erfgoed van de cisterciënzer beweging in het algemeen en de cisterciënzerinnen op Herkenrode in Hasselt in het bijzonder" o.m. met publicaties,  het ontwikkelen van abdijproducten en het bevorderen van kruiden in haar kruidenkenniscentrum. Het organiseren van reizen naar cisterciënzerabdijen in Europa behoort niet meer tot haar taak en is in handen van toeristisch gids Irene Bien in samenwerking met een reisbureau.  
Het bakhuisje van de Tuiltermolen is hersteld door cursisten van de V.D.A.B.. Brood en ander gebak kan er bij gelegenheid worden gebakken.
De abdij van Herkenrode maakt deel uit van het Europees Charter van Cisterciënzer Abdijen en Sites. Dit is een cultureel-toeristisch netwerk waarbij tal van cisterciënzer abdijen en abdijsites over heel West-Europa zijn aangesloten.
De abdissen van Herkenrode voerden een opspringende eenhoorn in het wapen van de abdij. Het logo van de huidige Abdijsite Herkenrode toont ook de eenhoorn. De eenhoorn springt weer op!
Sinds 5 januari 2022 is de abdijsite volledig in handen van Toerisme Vlaanderen doordat Toerisme Vlaanderen het klooster van de Kanunnikessen van het Heilig Graf kocht. Herita vzw heeft de site in erfpacht.

## Galerij

### Algemeen

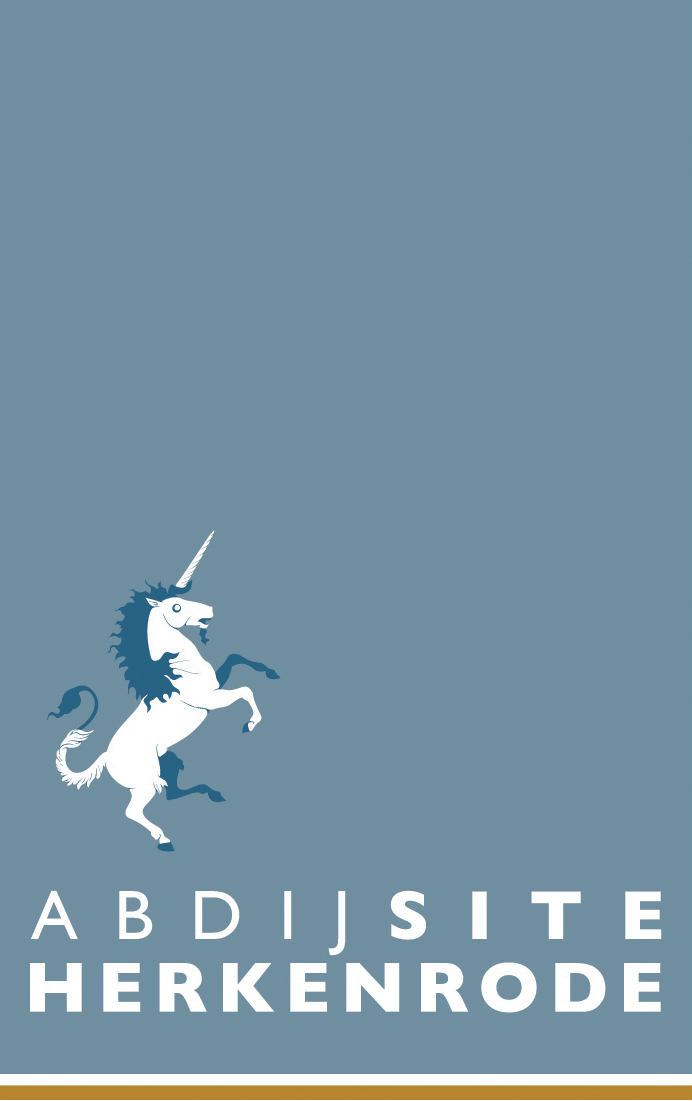
Logo met de eenhoorn
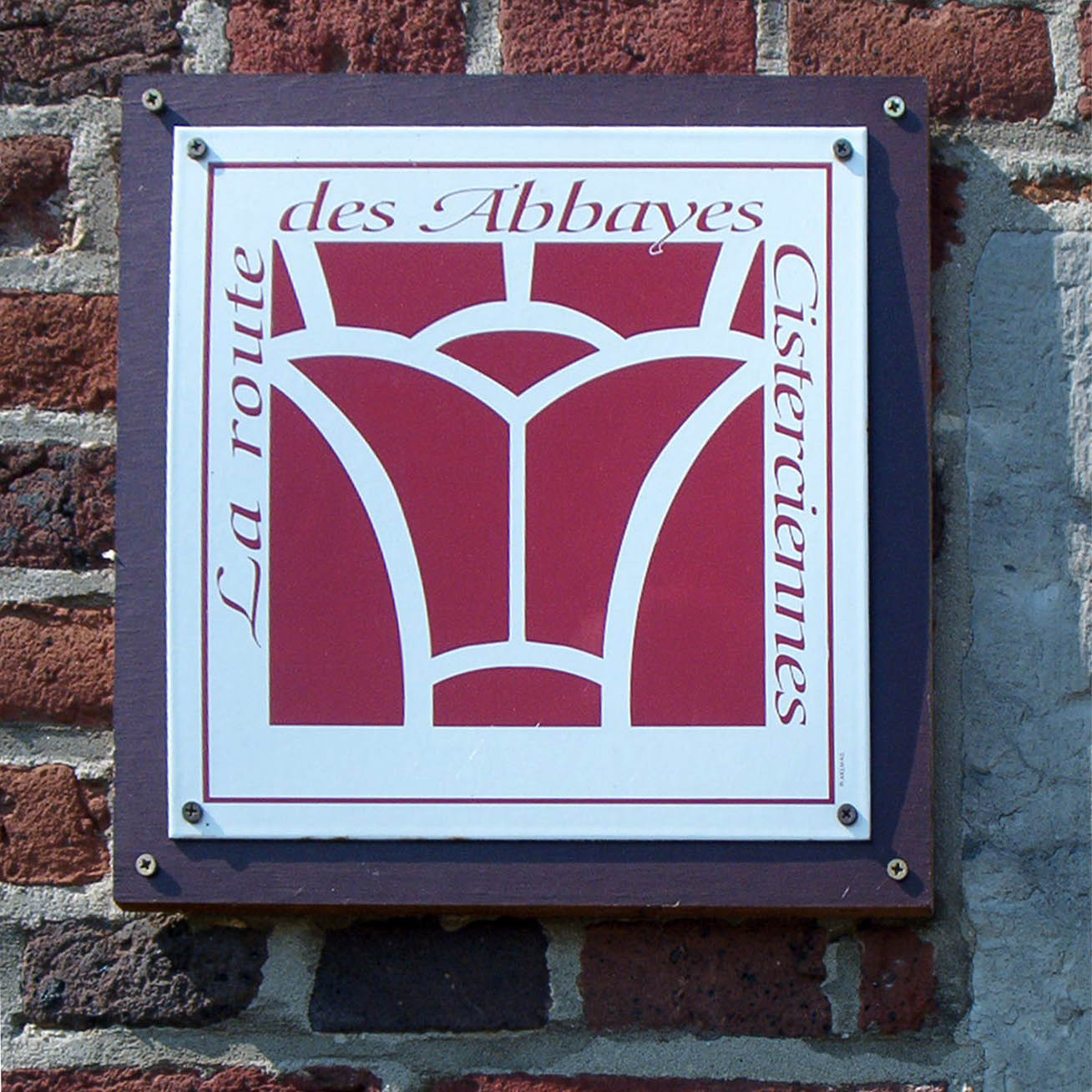
Europees Charter van Cisterciënzer Abdijen en Sites
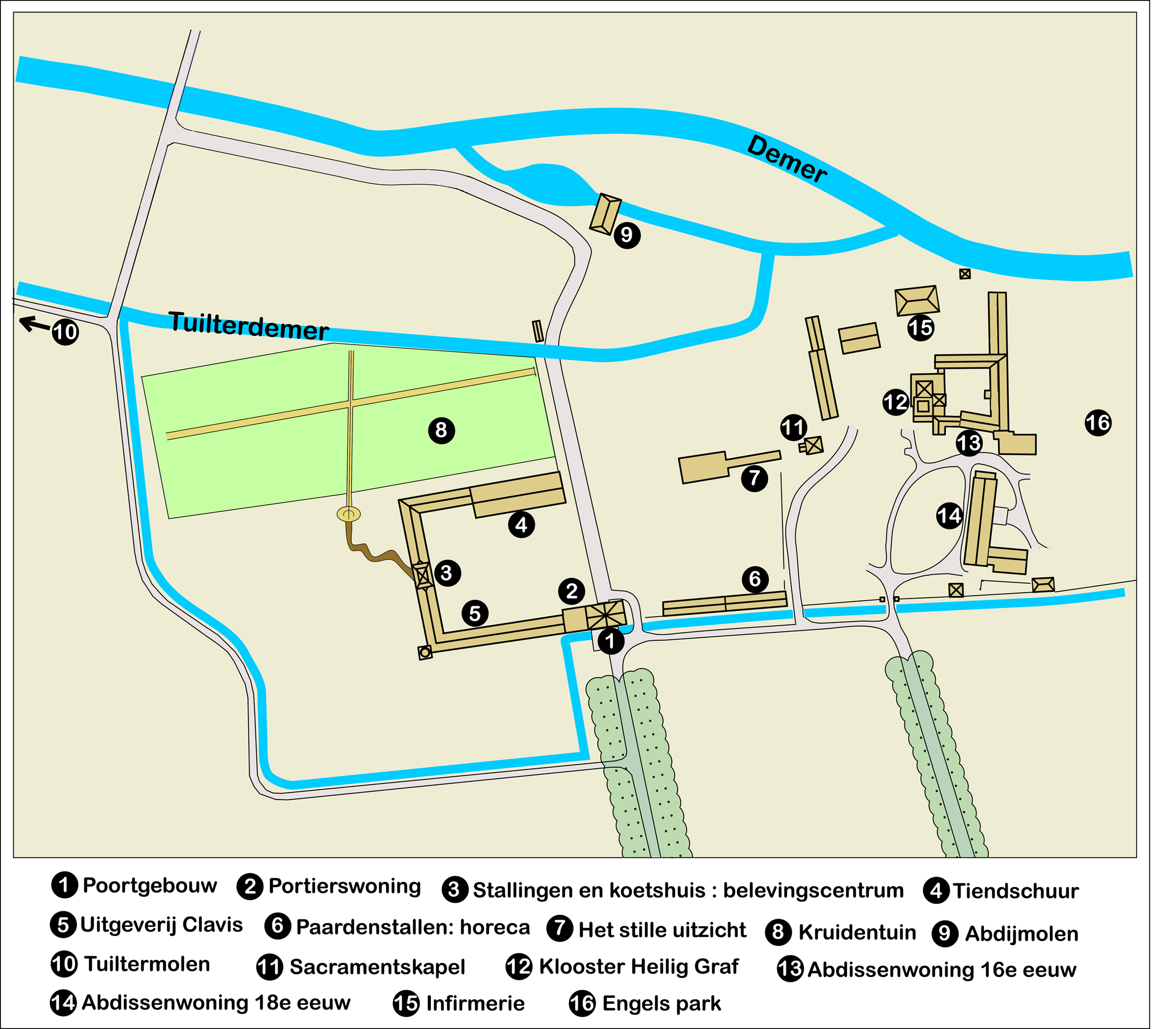
Situatieplan abdij van Herkenrode
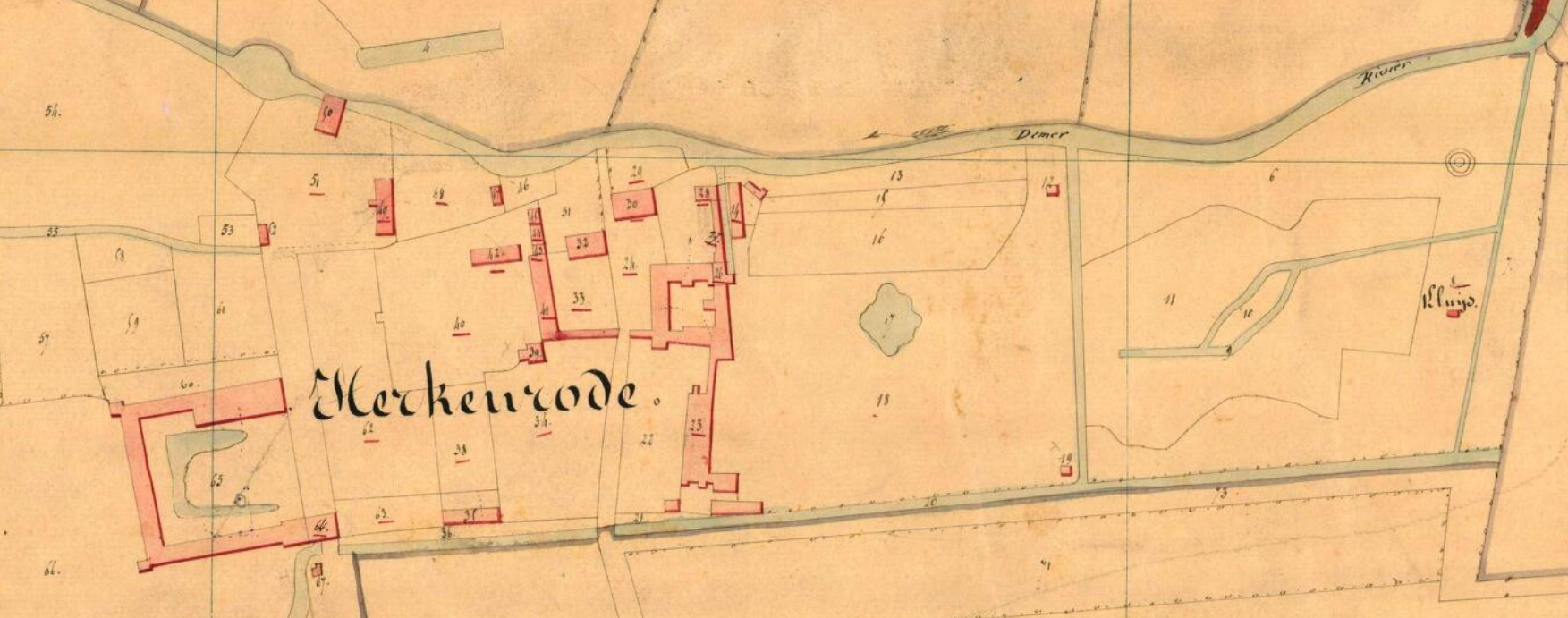
Gebouwen op Primitief Kadasterplan van 1840-1843
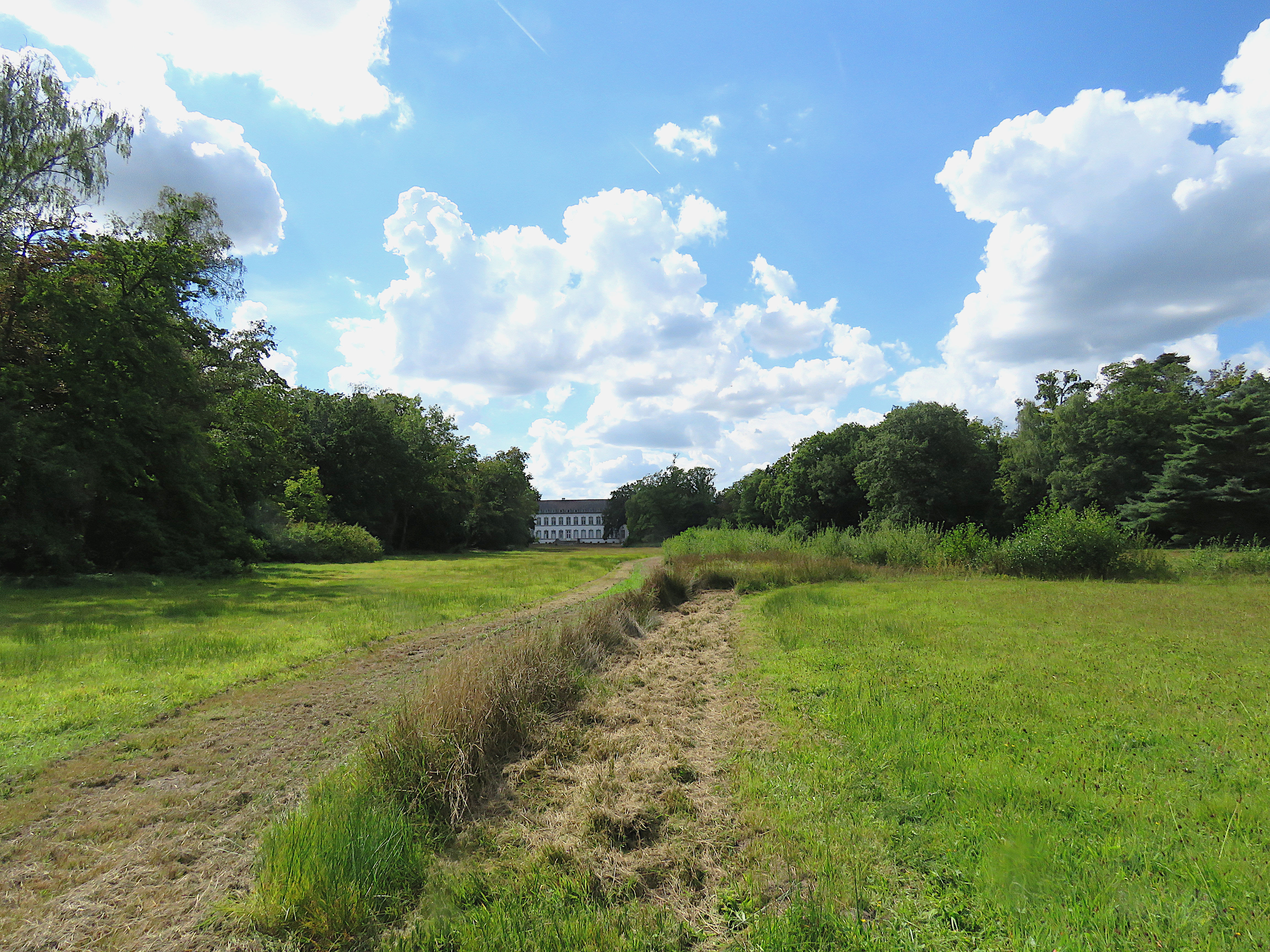
Engels Park van de abdij

### Gebouwen

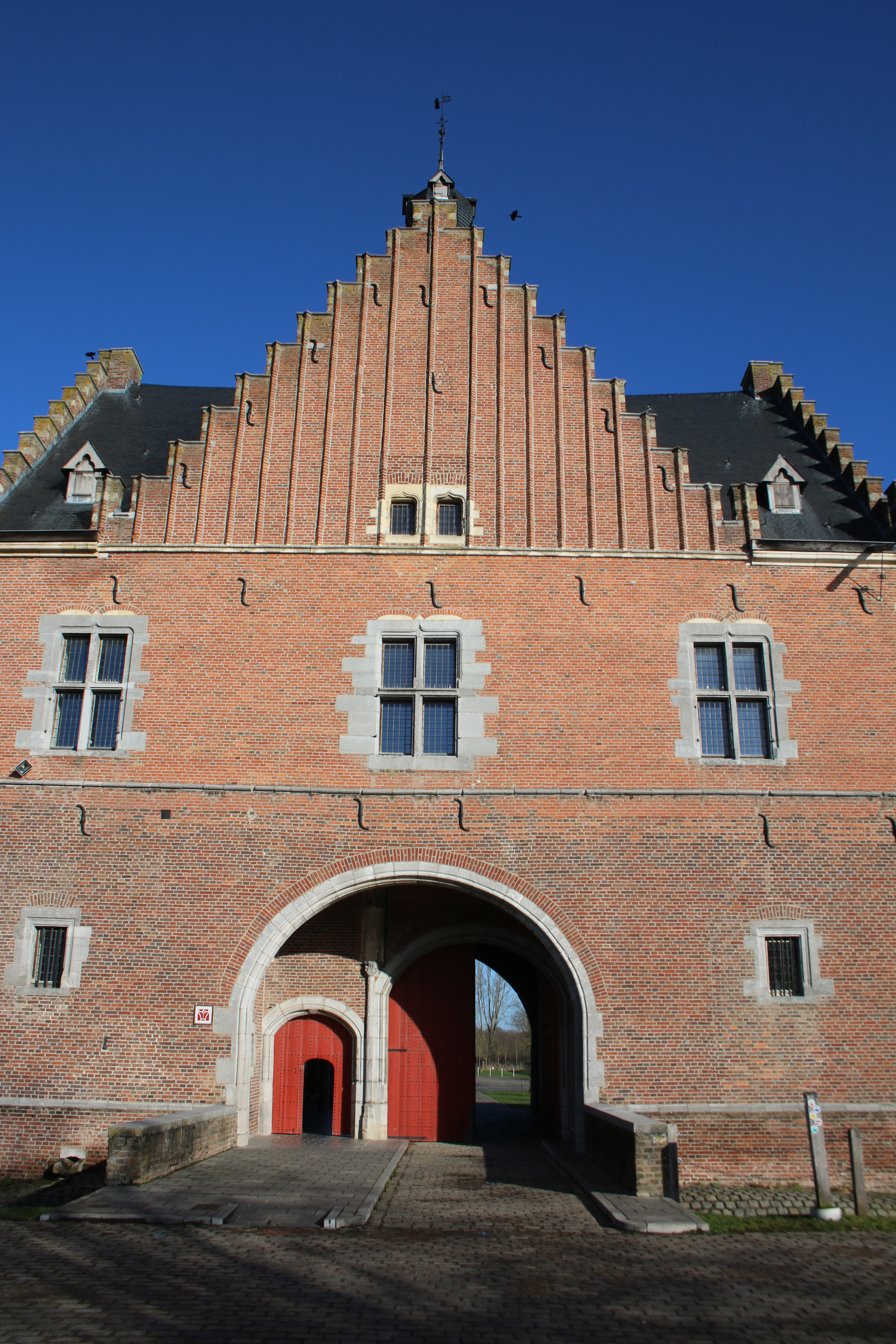
Poortgebouw (1531)
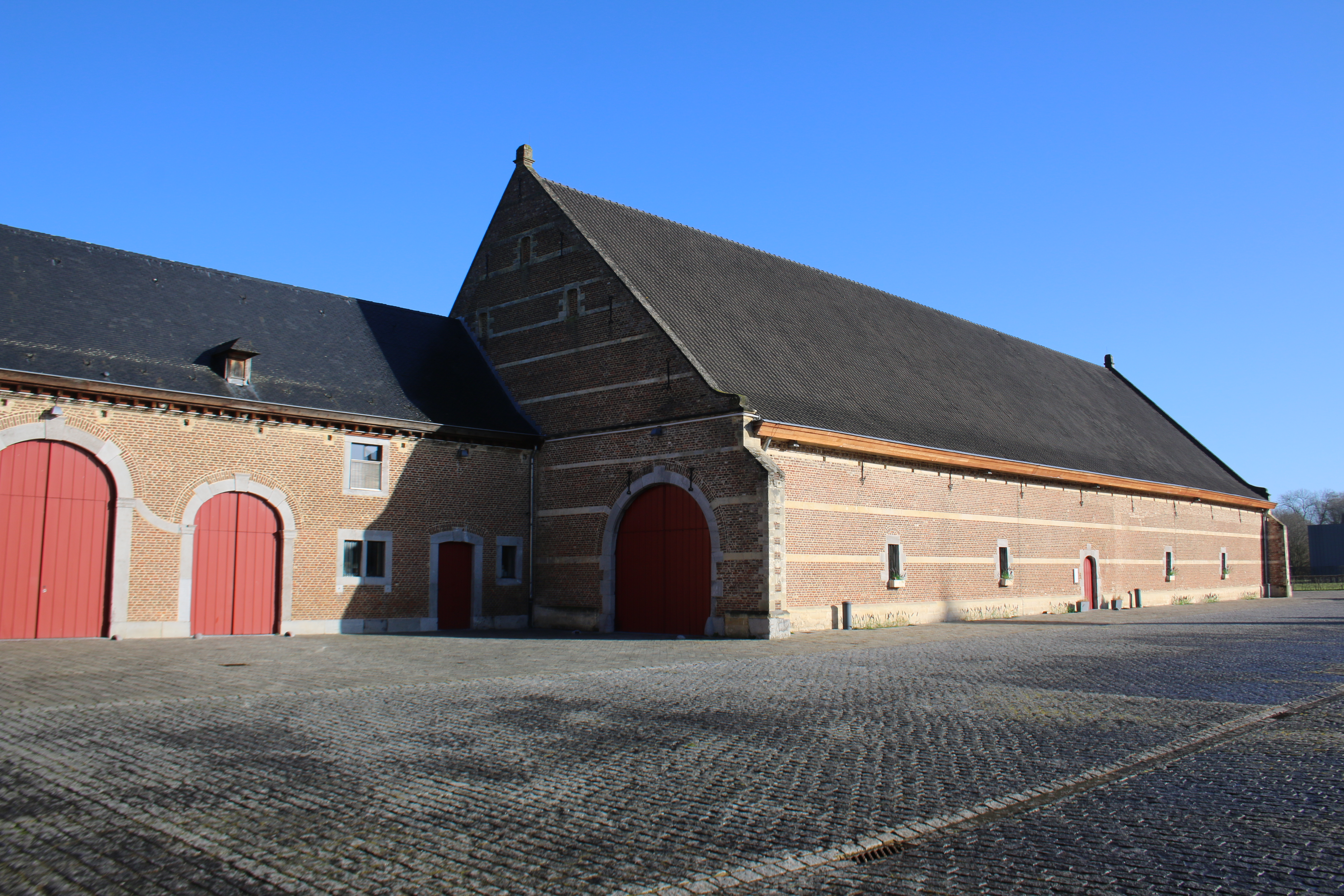
Tiendschuur (1656)
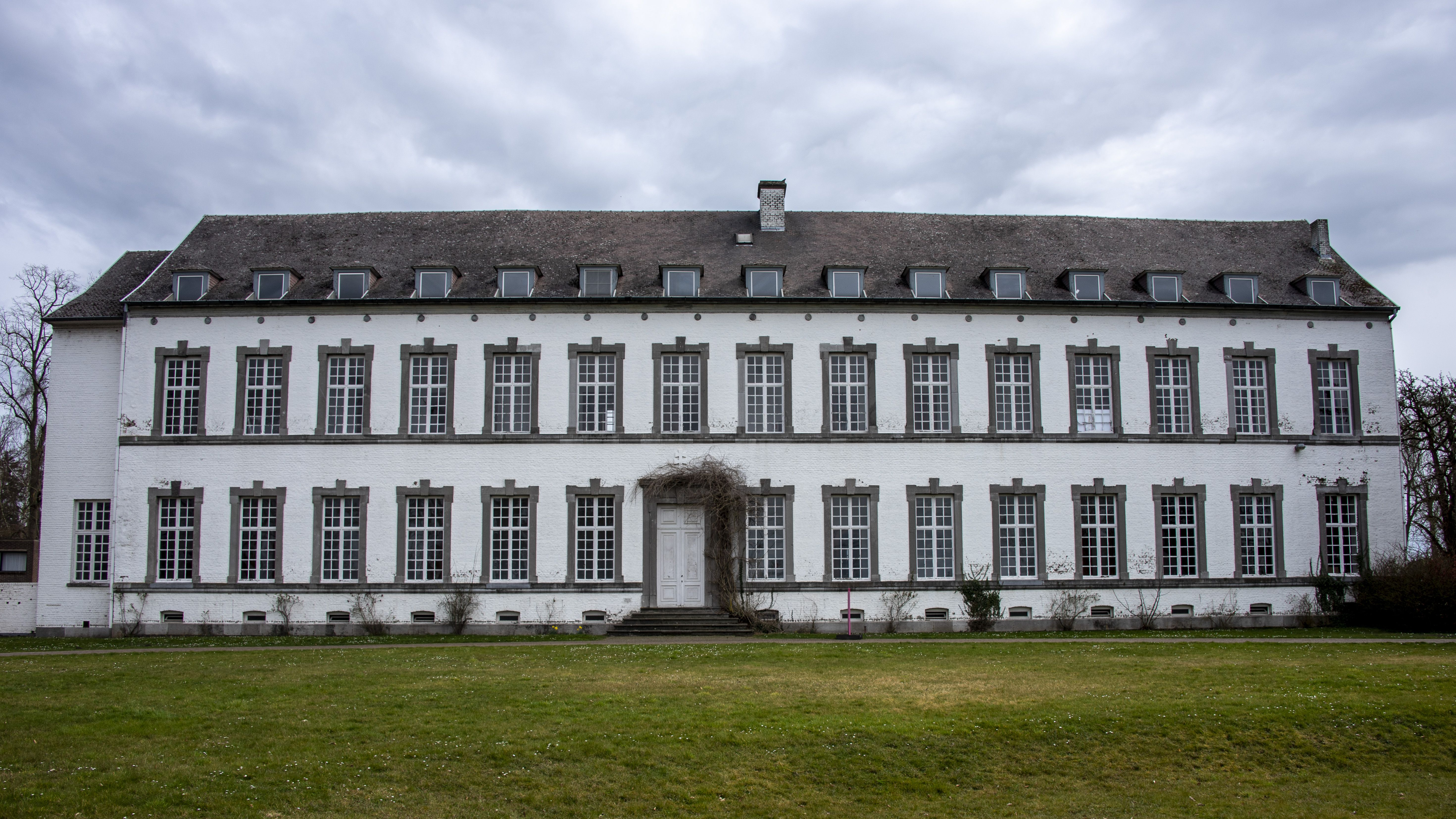
Abdissenresidentie (1768)
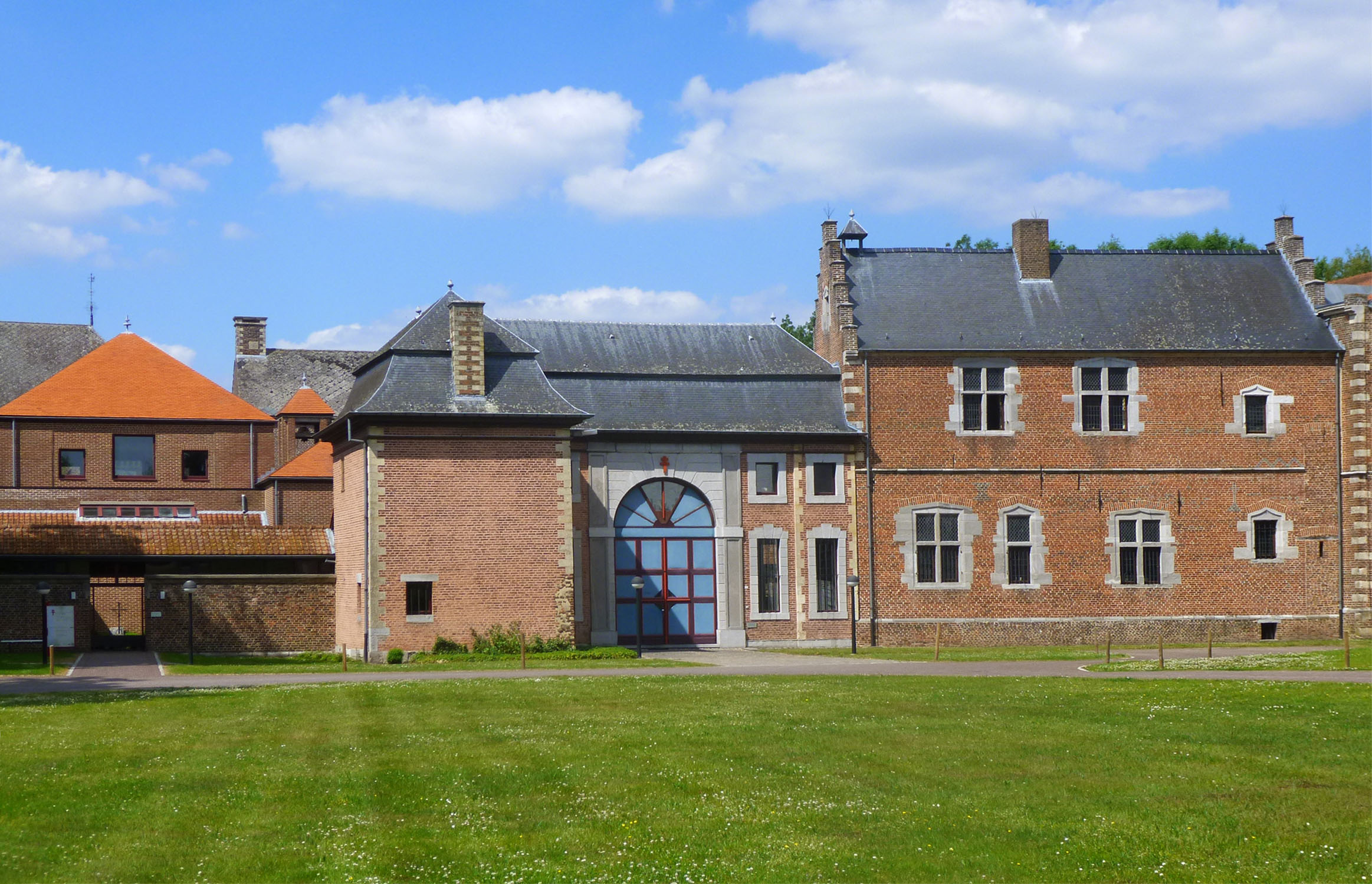
Abdiskwartier uit 1538 met poortdoorgang uit 1750 en kloosterkerk Heilig Graf (1986)
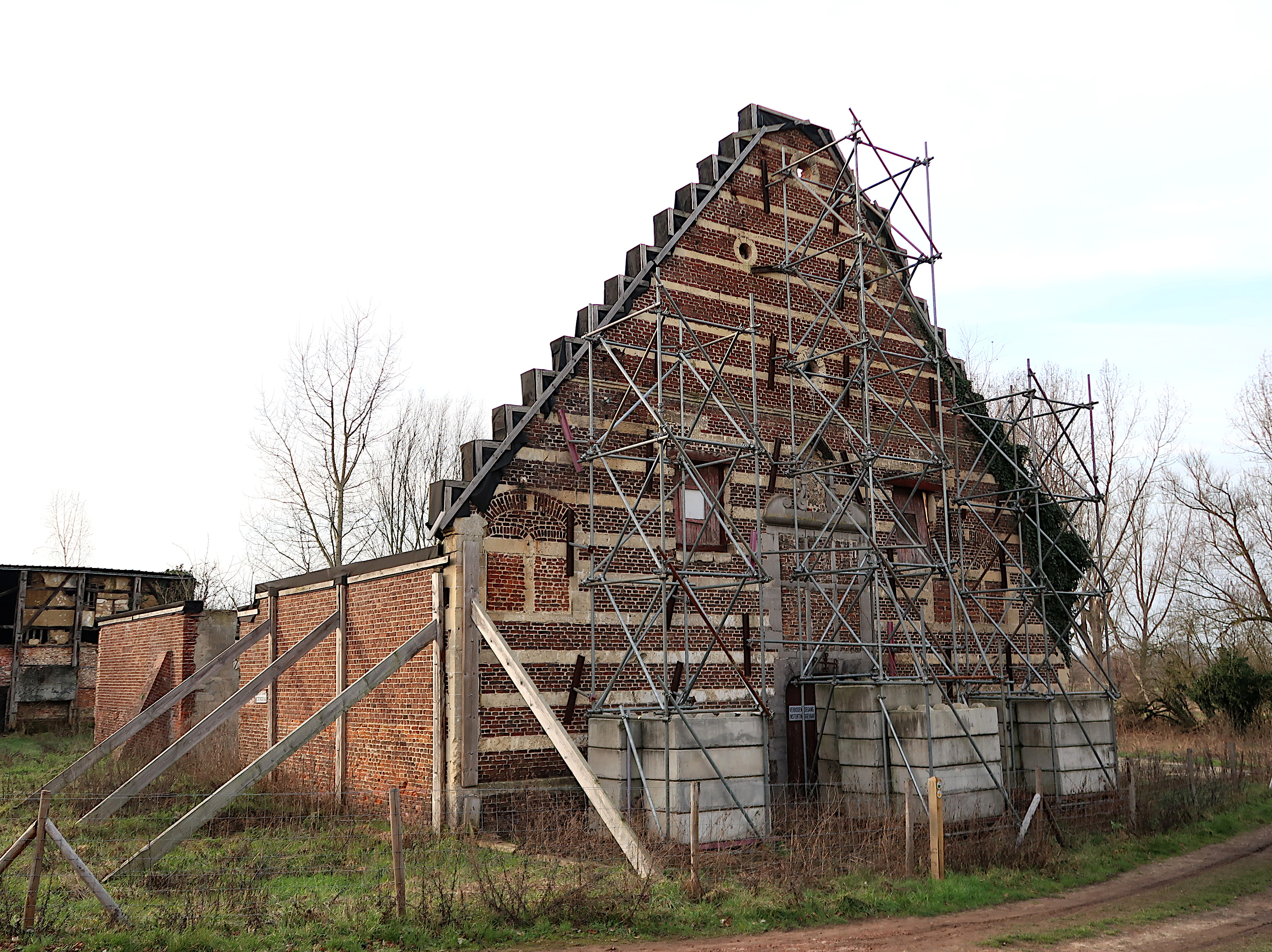
Ruïne van de oude infirmerie (1522)
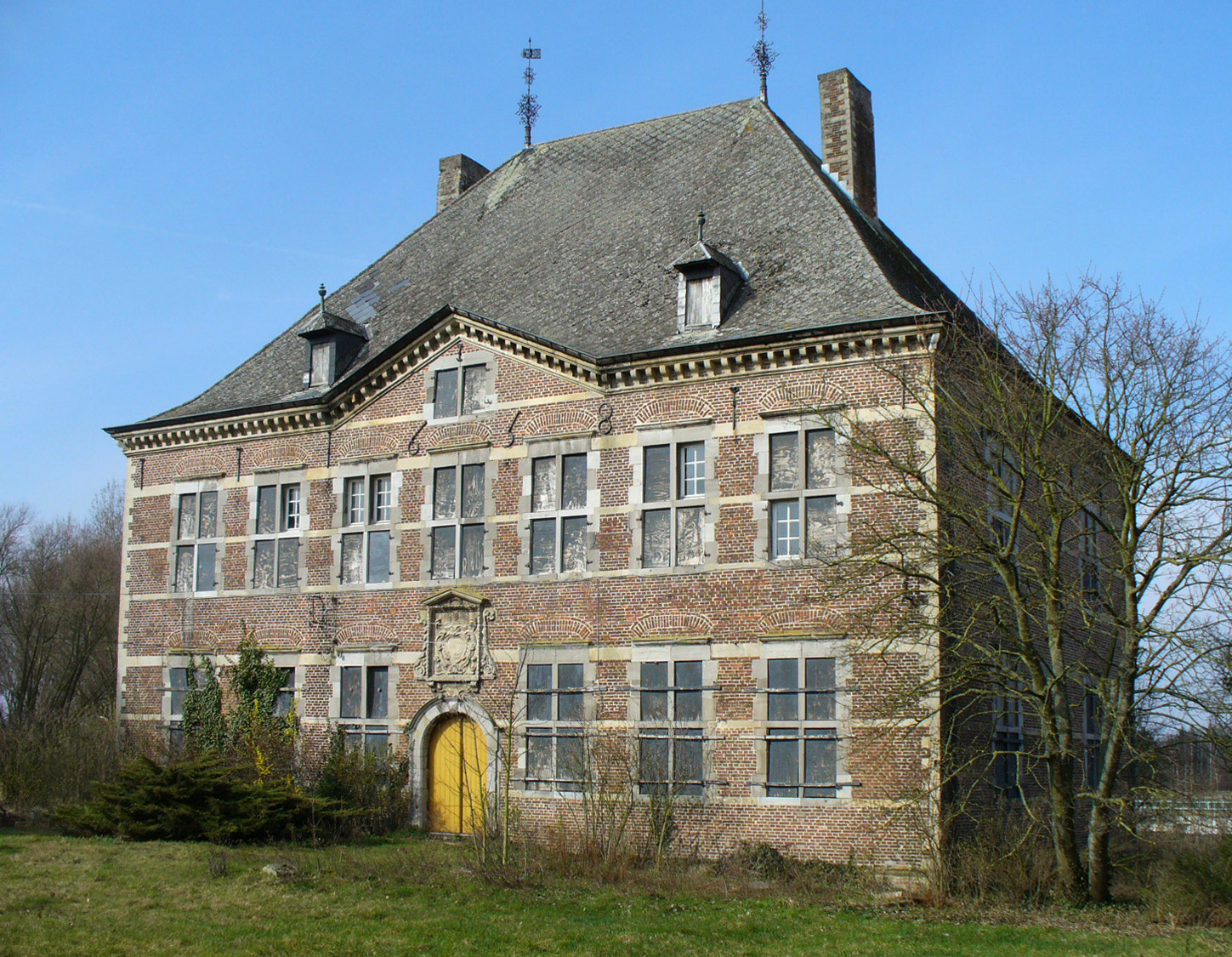
De infirmerie uit 1658
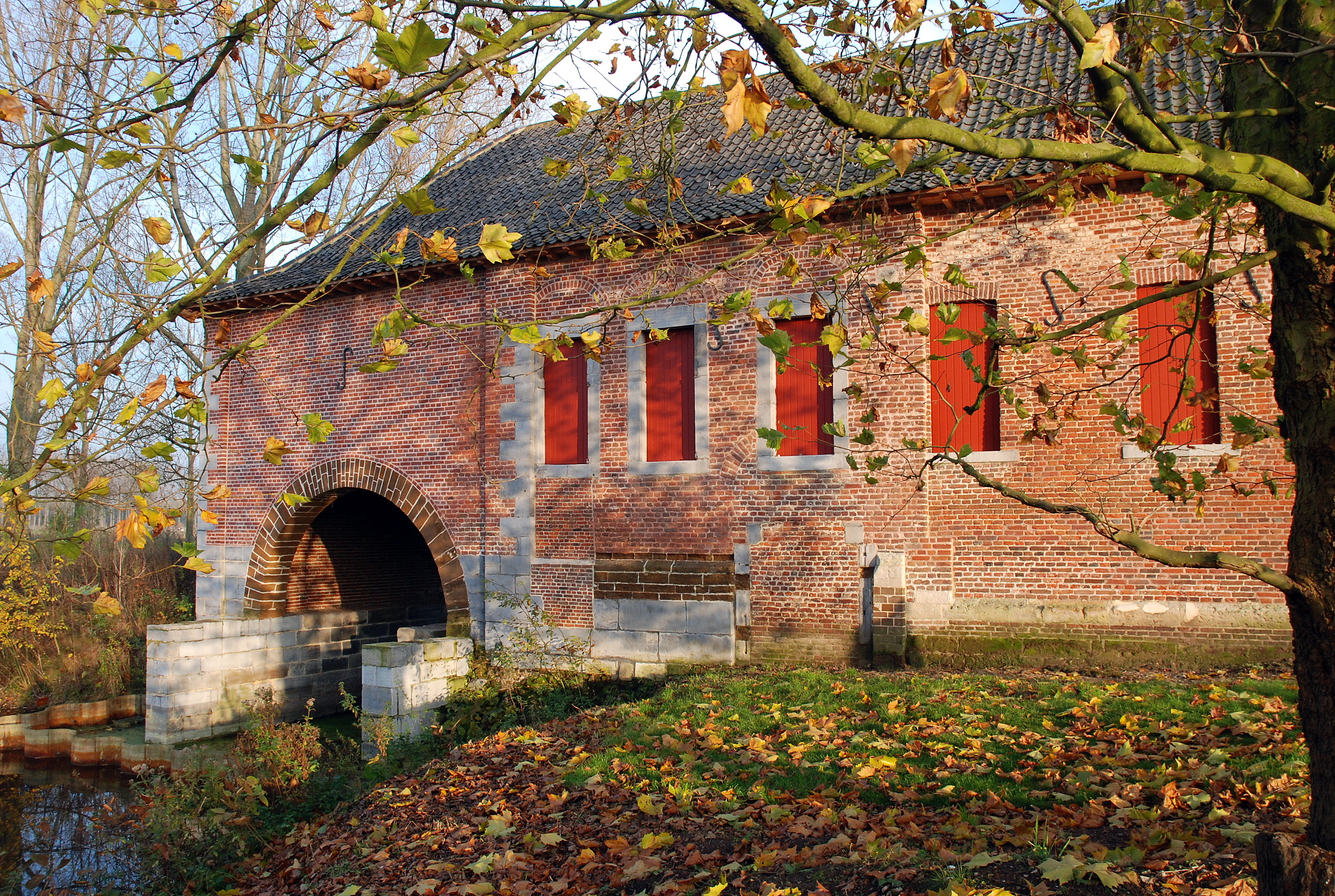
Abdijmolen (16de eeuw)
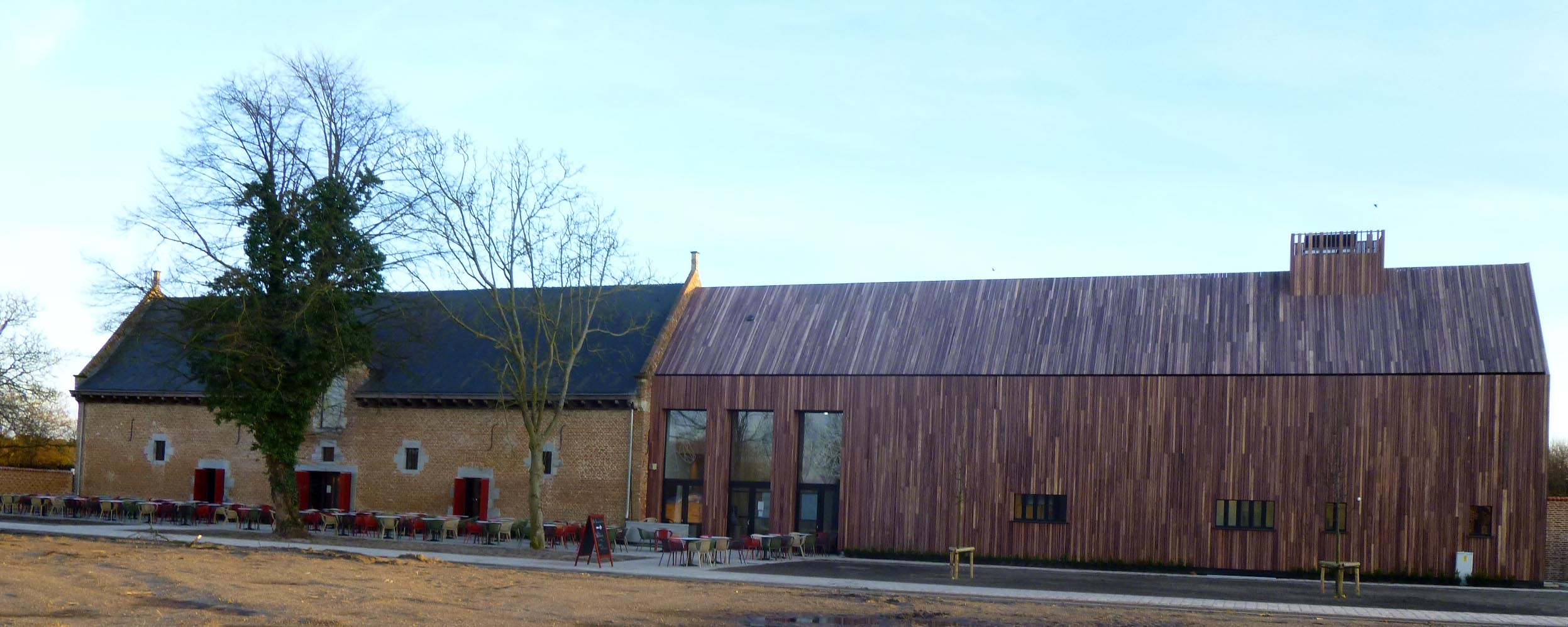
Gerestaureerde en tot eet- en drink-gelegenheid omgebouwde paardenstallen
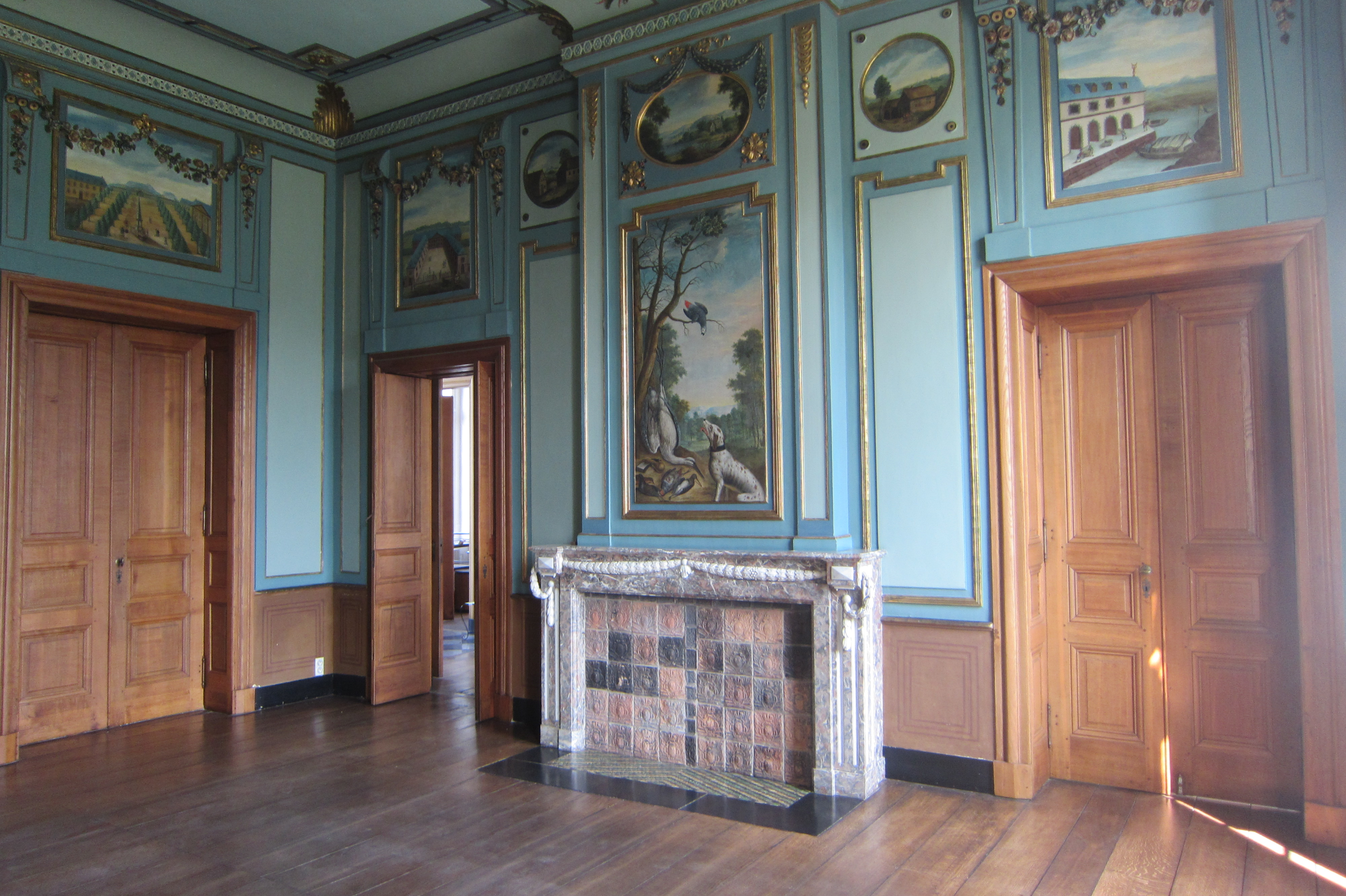
Blauwe zaal van abdissenresidentie uit 1768
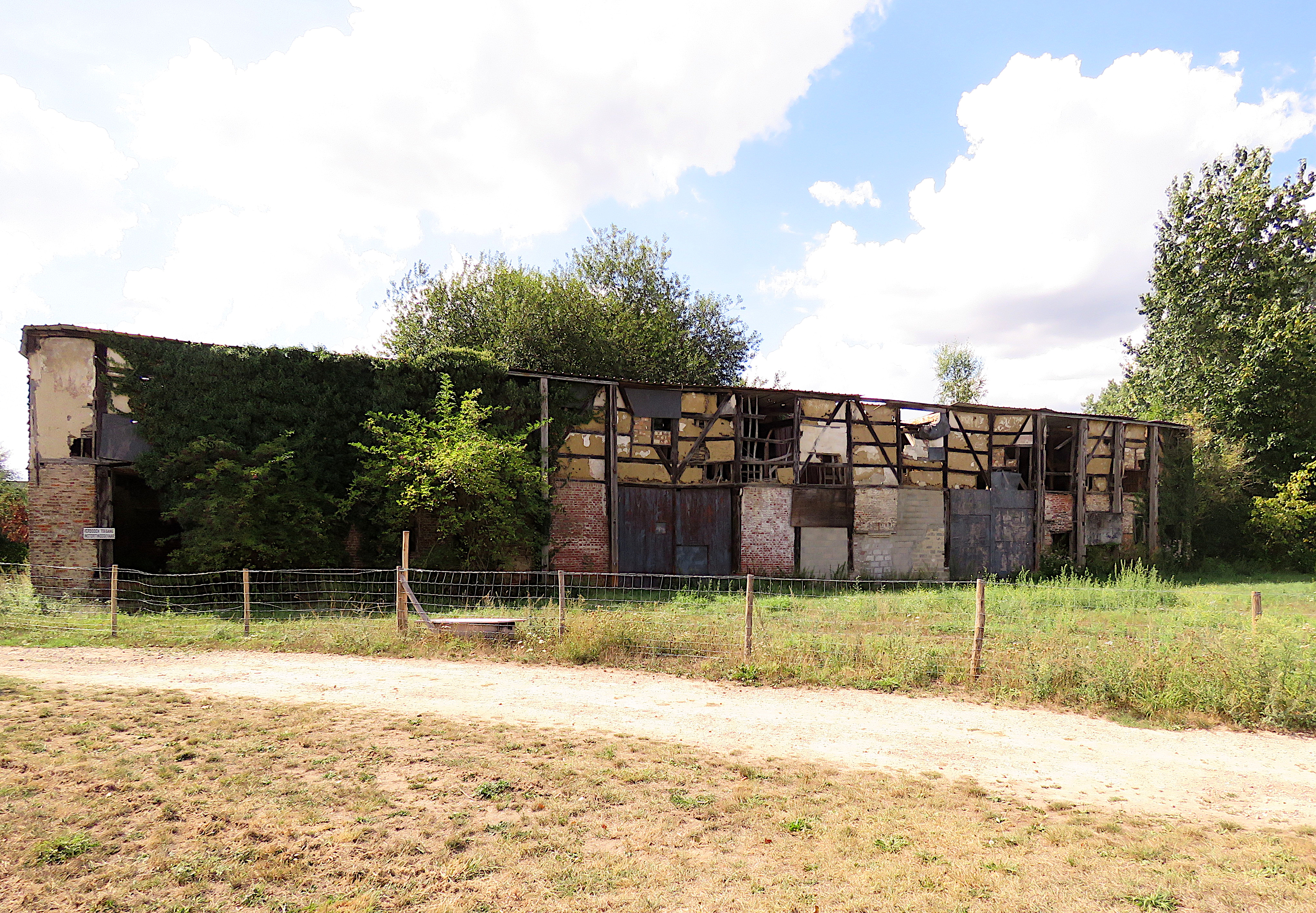
Oudste overgebleven gebouw van de site: resten van zusterverblijven uit 1512
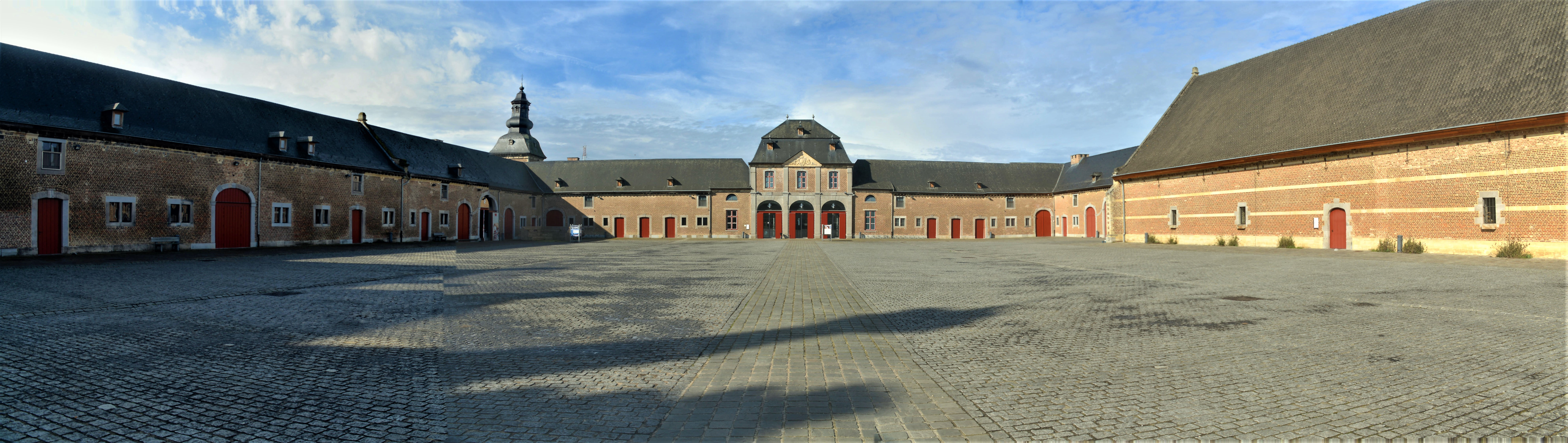
Binnenkoer met stallen en tiendschuur

## Abdissen van Herkenrode
- Ingeltrude I (1182-1205)
- Jutta I (1205-1237)
- Ingeltrude II (1237-1257)
- Jutta II (1257-1272)
- Margareta (1273-vóór 1281)
- Aleidis van Diest (1281-1302)
- Margareta van Stein (1303-1333)
- Agnes van Guigoven (1334 of 1335-1337)
- Beatrix van Lobosch (1341-1354)
- Aleidis van Wanrode (1354-1365)
- Catharina van Kerkom (1365-1391)
- Catharina van Goetshoven (1395-1412)
- Aleidis van Rijkel (1414-1433)
- Elisabeth van Kerkom (1433-1442)
- Beatrix van Reckhoven (1442-1447)
- Catharina van Schoonbeek (1447-1456)
- Catharina van Pipenpoye (1456-1491)
- Gertrudis de Lechy (1491-1519)
- Mechtildis de Lechy (1520-1548)
- Aleidis de Lechy (1548-1561)
- Catharina van Ghoor (1561-1569)
- onbekend (1569-1579)
- Albertina van Schwartsenberg (1579 enkele maanden)
- Catharina van Gaver (1579-1585)
- Anna van Blockerien (1585-1620)
- Margareta van Bergen (1620-1637)
- Barbara de Hinnesdael (1637-1653)
- Anna Catharina de Lamboy (1653-1675)
- Claudia de Merode (1675-1702)
- Catharina van Mombeek (1702-1725)
- Gertrudis van Mettekoven (1725-1728)
- Barbara de Rivière d'Arschot (1728-1744)
- Anna de Croÿ (1744-1772)
- Augustina van Hamme (1772-1790)
- Josephine de Gondrecourt (1791-1796)

## Publicaties in verband met Herkenrode
(tenzij anders aangegeven, uitgegeven door Herkenrode vzw)
- Mon Impe. De gebouwen van de Herkenrode-Abdij. (Overdruk uit het Oude Land van Loon 1979)
- Herkenrode 800 jaar. (De Vrienden van het Stadsmuseum vzw 1983)
- Jos Moons. De Herkenrodeabdij en haar domein op het einde van het Ancien Régime (Overdruk uit het Oude Land van Loon 2001.)
- Herkenrode. Tijdsbeelden (Erfgoed Vlaanderen)
- Herkenrode, abdij en levend monument (Studiecentrum Herkenrode vzw)
- Herkenrodecahier 1: de tiendschuur
- De eenhoorn springt weer op - Herkenrode in haikoe
- De schalks geschetste geschiedenis van Herkenrode
- Een gebed van licht en kleur - de glasramen van Herkenrode
- Herkenrode zoals het is, Herkenrode zoals het was
- Wapenboek van de abdissen van Herkenrode
- 200 jaar leven en werken in Herkenrode
- Herkenrodecahier 2: het vissershuisje (VDAB dienst communicatie Hasselt)
- De opgravingen van Herkenrode (Stadsmuseum Hasselt)
- Gids abdijsite Herkenrode (Erfgoed Vlaanderen i.s.m Herkenrode vzw)
- Herkenrode netwerkt in Limburg: van Wijshagen tot Jeuk
- Herkenrode 10 jaar later, 1998 - 2008. Een overzicht in woord en beeld.
- Hooglied van de cisterciënzers. Samenvatting van een lezingenreeks in Herkenrode. (Vtbkultuur in samenwerking met Herkenrode vzw)
- Monasterium Herkenrode, deel 1. (Erfgoedcel Hasselt in samenwerking met Studiecentrum Herkenrode vzw)
- Monasterium Herkenrode, deel 2. (Erfgoedcel Hasselt in samenwerking met Studiecentrum Herkenrode vzw)
- Monasterium Herkenrode, deel 3. (Erfgoedcel Hasselt in samenwerking met Studiecentrum Herkenrode vzw)
- Monasterium Herkenrode, deel 4. (Erfgoedcel Hasselt in samenwerking met Studiecentrum Herkenrode vzw)
- Herkenrode door Marc Van de Cruys en Marc Cheron in hun reeks Heraldiek van abdijen en kloosters (Homunculus uitgaven 2007)
- Jaak Lambrechts, Van Kloostermedicijn tot Groene Geneeskunde, 2013
- Dominique Vreven, Heerlijk Herkenrode, de kruiden van Karel de Grote (Rekad Uitgeverij), 2014
- Guido Caluwaerts, Het Heilig Sacrament van Mirakel van Herkenrode, 2017
- Willy Leenders, geïllustreerde wegenkaart: cisterciënzer abdijen in de Benelux, 2018
- Willy Leenders, Herkenrodeweetjes, 2022

## Trivia
In de abdij van Herkenrode had op 6 oktober 1971 een merkwaardige arrestatie plaats in een koestal. Mario Roymans ontvreemdde op 23 september 1971 het schilderij De Liefdesbrief van Johannes Vermeer in het Paleis voor Schone Kunsten in Brussel. Via de pers eist hij, onder de schuilnaam Tijl van Limburg, 200 miljoen Belgische frank losgeld. Dat geld moest gestort worden ten voordele van de vluchtelingen van de burgeroorlog in Oost-Pakistan. Op 6 oktober 1971 belde Roymans vanuit een tankstation in Hasselt nogmaals met zijn eisen naar de radio. Zijn gesprek werd gehoord door de uitbater van het benzinestation die de politie verwittigde. Na een achtervolging werd Roymans ingerekend in een koestal op de abdijsite Herkenrode.